# 富德樓

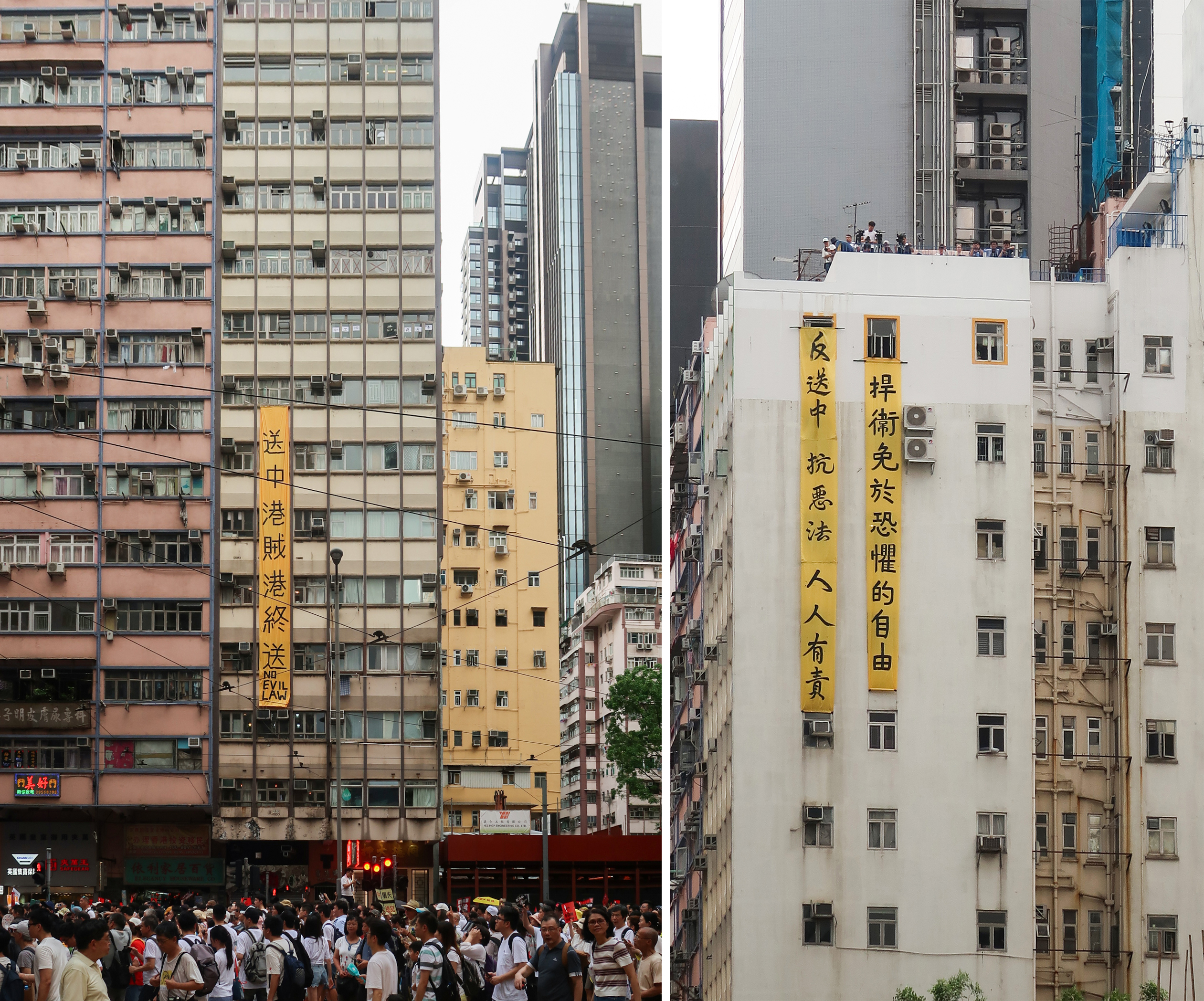
2019年6月9日外牆懸掛了直幡的富德樓

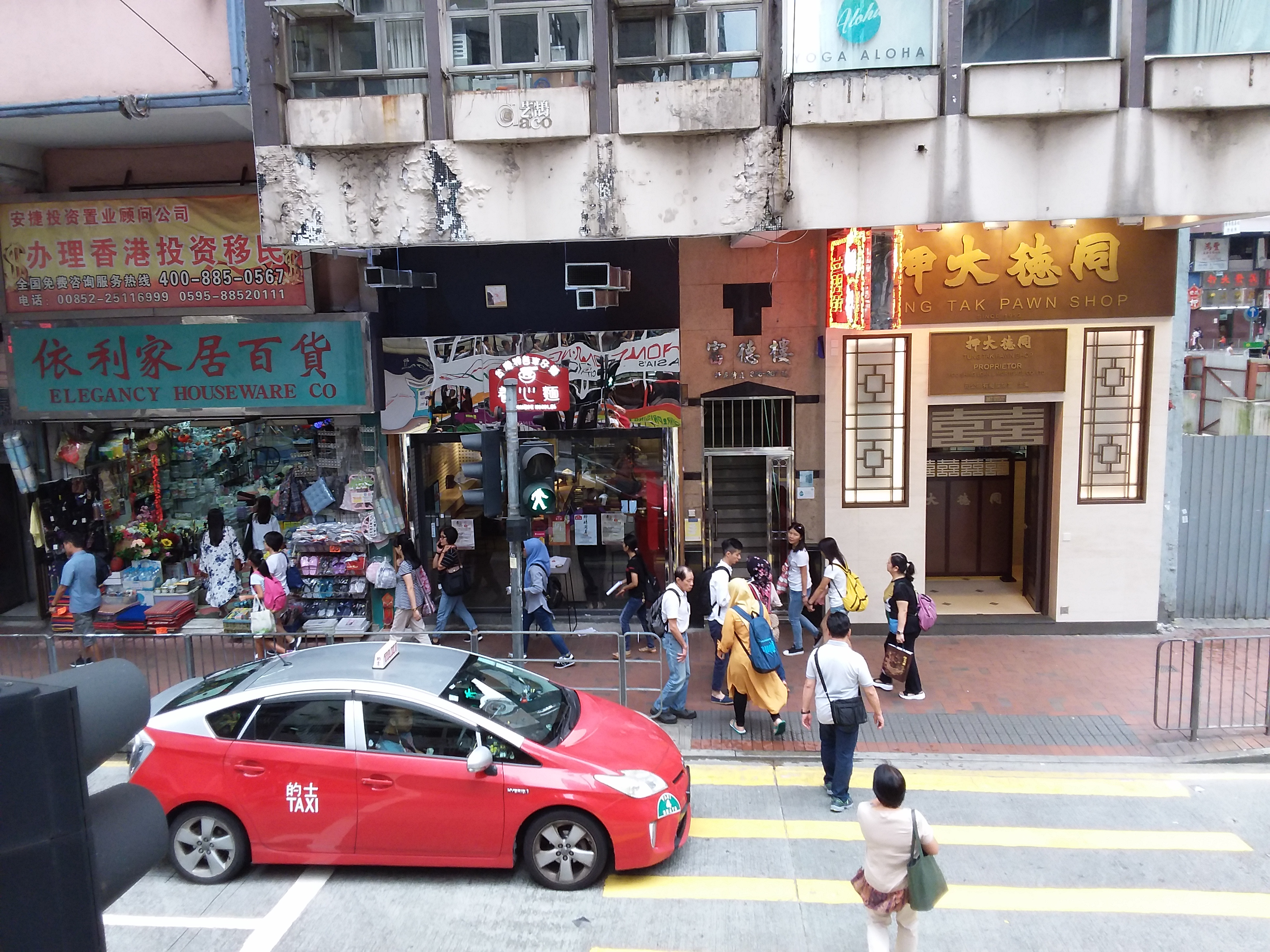
富德樓軒尼詩道入口（同德大押地舖旁）

22°16′44″N 114°10′46″W / 22.278987°N 114.179401°W
富德樓是香港島灣仔區內的一幢商住大樓，位於灣仔軒尼詩道365-367號，建於1968年（57年樓齡） ，樓高14層，有20個約600尺的單位，每層兩個，由達微慈善基金持有。現在主要作為藝術村用途，供不同藝術單位進駐。

## 歷史
建於1968年的富德樓外貌跟其他香港戰後的唐樓沒有太大分別，反而在旁曾經有三級歷史建築的同德押（現已拆卸）。
直到樓宇於2003年進行翻新後，原來的大業主希望放讓單位，而在一次本地藝術家的會議中從馮美華口中得知他們尋找活動空間的困難。於是，大業主提供了場地供藝術工作者或團體使用，而在藝術領域較資深的馮美華負責挑選藝術家進駐一梯兩伙的單位。
截至目前，此2003年開始的計劃提供共18個單位租出，並成為香港運作最長時間的藝術村。
藝術村的運作由艺鵠負責管理。

## 進駐單位
- 艺鵠 Art and Culture Outreach（ACO）14/F 365、367號
- Twenty Alpha 13/F 367號
- SANKOFA 香港非洲文化藝術協會 13/F 365號
- 雞脾打人 Gabby & Darren 12/F 367號
- Negative Space 12/F 365號
- 豐美股肥 Phone Made Good Film 11/F 367號
- 好青年荼毒室 - 哲學部 11/F 365號
- 細細聲 Sai Sai Sing 10/F 367號
- 一九九九制作所 1999 art space 10/F 365號
- 陳梓桓工作室 9/F 367號
- 香港獨立媒體 9/F 365號
- 後話文字工作室，Sample 樣本 8/F 367號
- 業生 Ipseng 8/F 365號
- POWWOW 7/F 365號
- ACO Space 6/F 365號
- Be Here 5/F 365號
- 祝紫嫣工作室 Sasha Chuk Studio 4/F 365號
- 藝術在醫院 Art in Hospital 2/F 365號
- 字字研究所 Word by Word Collective Ltd. 1/F 365號

## 過去進駐單位
- 流動共學課室 13/F 365號
- HKCR (Hong Kong Community Radio) 12/F 367號
- 私人工作室：莫亭殷 MOK Ting-yan 11/F 367號
- 人人檔案 Archive of the People 10/F 367號
- 天台塾 Rooftop Institute 10/F 365號
- The Interzone Collective 9/F 367號
- 私人工作室：37°C Studio 8/F 365號
- 社區好日子 4/F 365號
- 采風電影 3/F
- 本土研究社 2/F 365號
- 香港文學生活館 1/F 365號、7/F 365號
- 黑紙[7][8]

## 外部連結
- 管理團隊：艺鵠網站 （页面存档备份，存于）

- 富德樓 Foo Tak Building的Facebook專頁
- YouTube上的Mill MILK對富德樓的專訪